# Louis Perrier

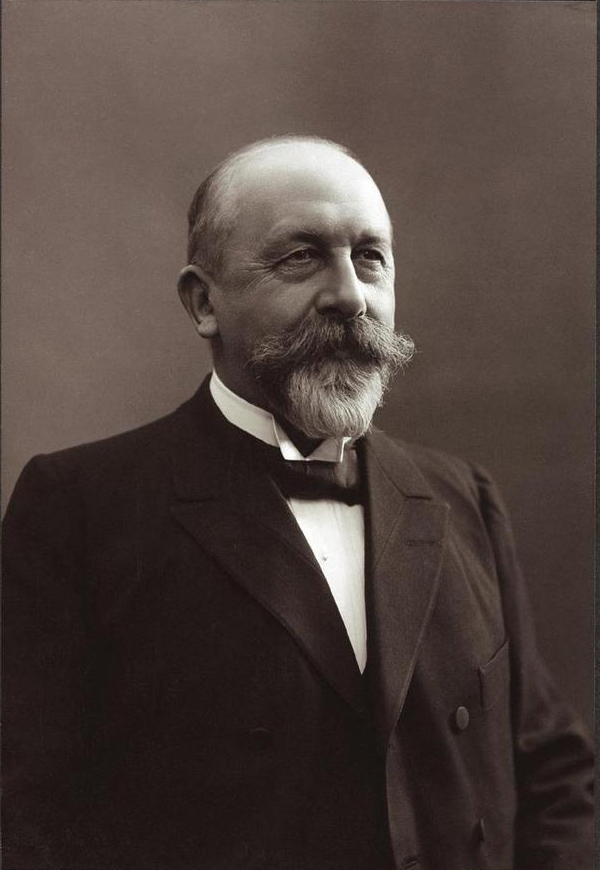
Louis Perrier

Frédéric-François-Louis Perrier (ur. 22 maja 1849, zm. 16 maja 1913) – szwajcarski polityk, członek Rady Związkowej od 12 marca 1912 do śmierci.
Kierował następującymi departamentami:
- Departament Poczt i Kolei (1912)
- Departament Spraw Wewnętrznych (1913)[1]

Był członkiem Radykalno-Demokratycznej Partii Szwajcarii.